# Tournai-Mouscron
Tournai-Mouscron (fr. Arrondissement administratif de Tournai-Mouscron, nld. Arrondissement Doornik-Moeskroen, niem. Bezirk Tournai-Mouscron) – okręg w północnej Belgii, w Regionie Walońskim, w prowincji Hainaut. Utworzony został 1 stycznia 2019 r. w wyniku połączenia dwóch okręgów Tournai oraz Mouscron.

## Podział administracyjny
Okręg podzielony jest na dwanaście gmin (nld. gemeente, fr. commmune, niem. Gemeinde), w skład których wchodzi 90 dzielnic (deelgemeente)
| - Antoing, miasto - Bruyelle - Calonne (Caloen) - Fontenoy - Maubray - Péronnes-lez-Antoing - Brunehaut - Bléharies - Guignies - Hollain - Howardries - Jollain-Merlin - Laplaigne - Lesdain (Leusden) - Rongy - Wez-Velvain - Celles - Escanaffles (Schalafie) - Molenbaix - Popuelles - Pottes - Velaines - Comines-Warneton (Komen-Waasten), miasto - Bas-Warneton (Neerwaasten) - Comines (Komen) - Houthem - Ploegsteert - Warneton (Waasten) - Estaimpuis (Steenput) - Bailleul - Estaimbourg - Évregnies (Evernijs) - Leers-Nord (Leers-Noord) - Néchin - Saint-Léger (Sint-Legiers) - Leuze-en-Hainaut (Leuze), miasto - Blicquy - Chapelle-à-Oie - Chapelle-à-Wattines - Gallaix - Grandmetz - Pipaix - Thieulain - Tourpes - Willaupuis - Mont-de-l’Enclus (Kluisberg) - Amougies (Amengijs) - Anserœul - Orroir (Oorbeek) - Russeignies (Rozenaken) - Mouscron (Moeskroen), miasto - Dottignies (Dottenijs) - Herseaux (Herzeeuw) - Luingne (Lowingen) | - Pecq - Esquelmes - Hérinnes - Obigies - Warcoing (Warkonje) - Péruwelz, miasto - Baugnies - Bon-Secours - Braffe - Brasménil - Bury - Callenelle - Roucourt - Wasmes-Audemez-Briffœil - Wiers - Rumes - La Glanerie - Taintignies - Tournai (Doornik), miasto - Barry - Béclers (Beek-Laren) - Blandain - Chercq - Ere - Esplechin - Froidmont - Froyennes (Fraaihem) - Gaurain-Ramecroix - Havinnes - Hertain - Kain - Lamain - Marquain - Maulde - Melles - Mont-Saint-Aubert - Mourcourt - Orcq - Quartes - Ramegnies-Chin - Rumillies - Saint-Maur - Templeuve - Thimougies - Vaulx - Vezon - Warchin - Willemeau |